# Borzykówka
Borzykówka – wieś w Polsce położona w województwie łódzkim, w powiecie radomszczańskim, w gminie Żytno.
| SIMC    | Nazwa  | Rodzaj    |
| ------- | ------ | --------- |
| 0147766 | Pniaki | część wsi |

W latach 1975–1998 miejscowość administracyjnie należała do województwa częstochowskiego.